# داني دايان
داني دايان هو دبلوماسي وشخصية أعمال وسياسي إسرائيلي، ولد في 29 نوفمبر 1955 في بوينس آيرس في الأرجنتين. نشط حزبياً في حزب البيت اليهودي (2014 – 2014) (1985 – 1985).